# 山下太郎 (アラビア石油)
山下 太郎（やました たろう、1889年（明治22年）4月24日 - 1967年（昭和42年）6月9日）は、日本の実業家。その業績から「満州太郎」「アラビア太郎」「山師太郎」などと呼ばれた。

## 生涯

### 出生・札幌農学校時代
秋田県平鹿郡大森村（のち大森町、現・横手市）に近藤正治・みつ夫妻の長男として生まれる。太郎の祖父母にあたる山下太惣吉・ひさ夫妻の養子となり、山下姓を名乗る。祖父はまもなく死去し、祖母の手で育てられた。大森小学校4年を修了し、東京の実父母の元で慶應義塾普通部に通った。その後北海道帝国大学農学部（旧札幌農学校、現北海道大学）に入学、北海道に渡った。
北海道帝国大学時代、のちに北海道学芸大学（現北海道教育大学）および帯広畜産大学の学長を務めた農学者の田所哲太郎（秋田県能代の出身）と知り合い、親交を深めた。明治42年（1909年）3月、北海道帝国大学農芸学科を卒業。道産品のアメやバターの改良を手がけたりしながら、従兄の山下九助とともにオブラートの新しい製法を発明し、特許を得た。

### 山下商店の発展と太平洋戦争
大正3年（1914年）、白石元三郎（日本鋼管社長）の後援を得て山元オブラート株式会社を設立する。これが山下の実業家としてのはじまりであった。こののち鈴木菊次郎からオブラート製造の特許を取得、会社はキャラメル包装などで業績は良好、会社も黒字となったが、山下は海外貿易に意欲を示し、その資金調達のため5,000円で権利を売却した。
第一次世界大戦が勃発すると、ドイツから輸入していた硫安がストップしたため、アメリカからの輸入を試み成功、巨利を得た。大正5年（1916年）小島文子と結婚し、東京深川に「山下商店」を設立。穀物・鉄鋼の海外貿易に目を向けて奮闘し、わずか28歳にして数百万円の財を成している。同年、ロシアのウラジオストクで鮭缶の買い占めに成功するが、ロシア革命のあおりで地方新政権が船積みを許可せず、外務秘書官（当時）の松岡洋右の協力でようやく船積みの許可を得ている。
一方、大正7年（1918年）に日本国内では米価が暴騰、米騒動が各地に発生したが、山下商店は外米の輸入に取り組み上海で江蘇米を調達する。しかしその契約を密輸だとして原則論を強硬に主張する有吉総領事の妨害で輸入は失敗に終わった。大正9年（1920年）には南満州鉄道（満鉄）消費組合と5万石の納入契約を結ぶが、満鉄側が契約を一方的に破棄し大損害を被る。また友人の渋沢正雄が1トン当たり1,075円で1万トンの鉄材購入契約を行ったが、戦後恐慌で1トン当たり75円に暴落、連帯責任者として大負債を負った。ほとんど破産の状態であった。しかし、満鉄経営に新体制が敷かれ、旧知の松岡洋右や永野護が着任したことで山下商店は息を吹き返した。
大正11年（1922年）、事業家としてふたたび満鉄事業に関係し、開拓企業を助けた。大正13年（1924年）、満鉄は上述の米の契約で山下に損害を負わせた代償として社宅建設管理契約を結び、山下商店は満鉄本社（大連市）の社宅2万戸の建設と管理を包括受注した。これにより、山下は「満洲太郎」と呼ばれるようになり、以後、彼の事業網は日本国内はもとより満州、中国、朝鮮、台湾まで拡大した。
昭和11年（1936年）、故郷の秋田県大森町に山下学館を寄贈している。また、翌昭和12年には、楠木同族会の会長として兵庫県神戸市の湊川神社に大鳥居を寄贈した。
戦前期の山下は、日魯漁業、日東化学、日本軽金属など数多くの会社に関係した。しかし、昭和20年（1945年）の太平洋戦争敗戦で在外資産はすべて没収されてしまった。なお、山下は大正15年から終戦までの20年間にわたって郷里の大森町に奨学金を寄付しつづけている。

### アラビア石油の創立
戦後は日本の復興のために石油資源の獲得に奔走、昭和31年（1956年）、日本輸出石油株式会社を創立し、翌1957年にペルシャ湾海底油田の開発利権を獲得して1958年「アラビア石油株式会社」を創立した。山下は、産業の根幹をなす石油が100％アメリカ合衆国の供給と統制に依存している現実を危惧しており、日本国政府・財界等の要路をまわり、経済発展のため日本が自前で確保するよう説いて回ったといわれている。世界の予想に反して、サウジアラビア、クウェートの両国から採掘の利権を獲得したが、とくにクウェートが数多くのライバルの中から日本に権利を与えたのは、山下の努力・人柄もさることながら、欧米諸国に対するアラブ人たちの民族感情が左右していたともみられている。
山下が苦心して採掘権を得て設立したアラビア石油は1960年1月31日、1回目のボーリングで大規模海底油田（日産1,000kl）を発見した。これが、カフジ油田であり、世界第1級の大噴油について「アラビア太郎、100万ドルの笑顔」と世界中で報道された。以降も順調に石油メジャーに拠らない「日の丸油田」と呼ばれる油田の発見と採掘・輸出を進めた。
山下太郎は心筋梗塞のため昭和42年（1967年）、78歳にて死去した。周囲にのこした言葉は「俺はまだやることがある」であったという。故郷の横手市大森町大慈寺に墓がある。死後、民間人としてはめずらしい従三位勲一等瑞宝章が追贈された。

## 人柄
幾多の困難に遭遇しながらも、人並みはずれた実行力を有したスケールの大きい実業家であった。楠木同族会の会長としても活発に活動した。

## 栄典
- 1938年 - 紺綬褒章
- 1963年 - 藍綬褒章
- 1965年 - 勲二等旭日重光章
- 1967年 - 勲一等瑞宝章

## 係累
子息に、水野成夫の養子となった元アラビア石油会長の水野惣平や正木家の養子となった株式会社泰正社長の正木烝司がいる。弁護士で著名な正木ひろしとも縁戚である。

## 山下太郎顕彰育英会
山下の故郷の秋田県横手市大森町には山下太郎顕彰育英会があり、秋田県民の子弟の大学入学に際し奨学金制度を設けている。また、秋田県出身者・在住者および秋田県内の大学生・研究者に対し、「学術研究奨励賞」と「地域文化奨励賞」が用意されている。

## 山下太郎関連作品
- 高多清在『風雲児・アラビア太郎』宮川書房、1967年10月。全国書誌番号:67012650 NDLJP:2984173。